# وولف موریس
وولف موریس (انگلیسی: Wolfe Morris؛ ‏ ۵ ژانویهٔ ۱۹۲۵ – ۲۱ ژوئیهٔ ۱۹۹۶) هنرپیشه اهل بریتانیا بود.
از فیلم‌هایی که وی در آن نقش داشته است می‌توان به آدم برفی نفرت‌انگیز، رسالت، در امتداد درخشش و پرنده شکاری اشاره کرد.